# Paranerita inequalis
Paranerita inequalis là một loài bướm đêm thuộc phân họ Arctiinae, họ Erebidae.